# Мельгар-де-Тера
Мельгар-де-Тера (ісп. Melgar de Tera) — муніципалітет в Іспанії, у складі автономної спільноти Кастилія-і-Леон, у провінції Самора. Населення — 444 особи (2010).
Муніципалітет розташований на відстані близько 260 км на північний захід від Мадрида, 55 км на північний захід від Самори.
На території муніципалітету розташовані такі населені пункти: (дані про населення за 2010 рік)
- Мельгар-де-Тера: 218 осіб
- Пумарехо-де-Тера: 226 осіб

## Демографія
Динаміка населення (INE ):